# 백윤재의 생활법률
백윤재의 생활법률은 대한민국의 방송국 MBC 표준FM(수도권 FM 95.9MHz, AM 900kHz)에서 매일 아침 9시 5분부터 9시 10분까지 방송했던 라디오 생활법률 프로그램이다. 2000년 10월 15일 자로 5년 만에 폐지되었다.

## 프로그램 소개
- 백윤재의 생활법률은 누구에게나 일어날 수 있는 일이지만 법에 대해서는 잘 몰라 궁금해 하실 법안이 이들에 대해서 다루도록 한다.

## 진행자
- 백윤재 변호사

## 수상 목록
- 1997년 MBC 연기대상 라디오 MC 부문 특별상 (백윤재 변호사)

| MBC 표준FM         |                         |                             |
| 이전               | 백윤재의 생활법률       | 다음                        |
| MBC 9시 뉴스       | 백윤재의 생활법률       | 여성시대 손숙, 김승현입니다 |
| 아침 9시 ~ 9시 5분 | 아침 9시 5분 ~ 9시 10분 | 아침 9시 10분 ~ 11시        |
| 전국방송           | 전국방송                | 전국방송                    |

| MBC 표준FM         |                         |                               |
| 이전               | 백윤재의 생활법률       | 다음                          |
| MBC 9시 뉴스       | 백윤재의 생활법률       | 여성시대 양희은, 김승현입니다 |
| 아침 9시 ~ 9시 5분 | 아침 9시 5분 ~ 9시 10분 | 아침 9시 10분 ~ 11시          |
| 전국방송           | 전국방송                | 전국방송                      |